# Східне (Нікопольський район)
Східне — село (до 2011 року — селище) в Україні, Нікопольському районі Дніпропетровської області. Входить до складу Першотравневської сільської громади. 
Орган місцевого самоврядування — Першотравневська сільська рада. Населення — 103 мешканці. 

## Історія
Територія села довгий час була „диким степом”, де кочували скіфи та інші кочові племена, декілька скіфських курганів підтверджують перебування скіфів на території наближеної до с. Східне. Вони були досліджені археологами у 70-х роках ХХ століття та нанесені на карти області: 
| Обліковий номер пам’ятки | Назва та адреса пам’ятки                                                         | Дата до якої відноситься пам’ятка |
| №3364                    | с.Східне в 0,8 км від східної околиці села                                       | ІІ тис. до н.е.                   |
| №3363/1 №3363/2          | Курганний могильник (2 шт.) с.Східне в 2,6 км на південний схід від околиці села | ІІ тис. до н.е.                   |

с.Східне – третій відділок радгоспу (як тоді говорили ферма № 3).
Тут з початку створення господарства розводили велику рогату худобу, поголів’я складало більше 300 корів, телят, основна тяглова сила – коні, воли, двогорбі верблюди.
Люди жили в землянках, деякі жили в сусідньому селі Новоіванівці і пішки ходили на роботу. Керуючим відділком до війни був Іващенко - уродженець с.Чкалове (нині Воля), як згадують старожили їздив на візку, запряженому верблюдом.

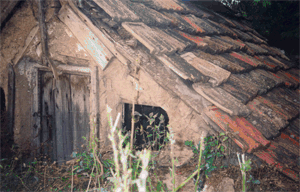
Фото 1: Як виглядала тогочасна землянка

У 1933 році в с.Східному (цю назву село отримало в 1954 р. – непідтверджені данні) почали гатити ставок, в 1934-35 роках насаджували посадки для снігозатримання. До війни в селі було побудовано магазин, баню (1938 рік), діяла початкова школа (вчитель Басько Володимир Опанасович).
У 1938 році в селі вирощували близько 200 голів коней – військовий фонд, які призначались для армії.
Під час окупації в Східному знаходився комендантський пост на чолі з Лангером, керуючим господарством був Макаренко Мусій Романович. Німці примушували працювати всіх: і дітей, і дорослих. Все вирощене відправлялось на машинах, підводах у місто. Регулярно забирали молодь на примусові роботи в Німеччину. Школу в селі було закрито. Діти ходили на навчання в с.Новоіванівку, але після того як побили їх там вчителі, навчання було закінчено.
Під час визволення села загинули 25 червоноармійців-розвідників, тіла яких були перезахоронені в с.Воля в братській могилі.
К післявоєнні роки в селі успішно велося господарство: працівники тракторно-рільничної бригади збирали багаті врожаї, трудівники ферм (на території села були розташовані молочно-товарна ферма та вівчарні) також вносили вагомий внесок в розвиток господарства.
На початку 70-х років біля с.Східне почалось будівництво СТАВКА  (водосховища) для накопичення стратегічного запасу води з Каховоського водосховища для м.Нікополь, це будівництво закінчилось на початку 80-х років. Воно відіграло значну роль в історії села і долі його мешканців: було затоплено вулицю села, у зв’язку з чим жителі виїхали до с.Першотравневе (нині Мозолевське), було затоплено вівчарні та інші господарські будови.
Зараз це село вважається неперспективним: там проживають в основному пенсіонери, немає газу, проводового інтернету та централізованого водопостачання.
12 червня 2020 року, відповідно до розпорядження Кабінету Міністрів України № 709-р від «Про визначення адміністративних центрів та затвердження територій територіальних громад Дніпропетровської області», увійшло до складу Першотравневської сільської громади.
19 липня 2020 року, в результаті адміністративно-територіальної реформи і ліквідації Нікопольського району(1923—2020), село увійшло до складу новоутвореного Нікопольського району.

## Географія
Село Східне знаходиться на березі ставка (водосховища), далі на відстані 3,5 км розташоване село Новоіванівка.  
Станом на 2010 рік стратегічний запас води в водосховищі с. Східного досягав берегу дамби в с. Новоіванівка. 
Після 2016 року внаслідок використання стратегічного запасу води новозбудованими фермами за 4 км від села береги водосховища значно зменшились у розмірах, води стало недостатньо, велика кількість риби була виведена з водосховища внаслідок зменшення рівня води. 
Станом на 2023 рік запаси стратегічного водосховища не було поповнено, а після підриву Каховської ГЕС російськими збройними формуваннями поповнення резерву на даний час неможливе. 